# Kistamässan

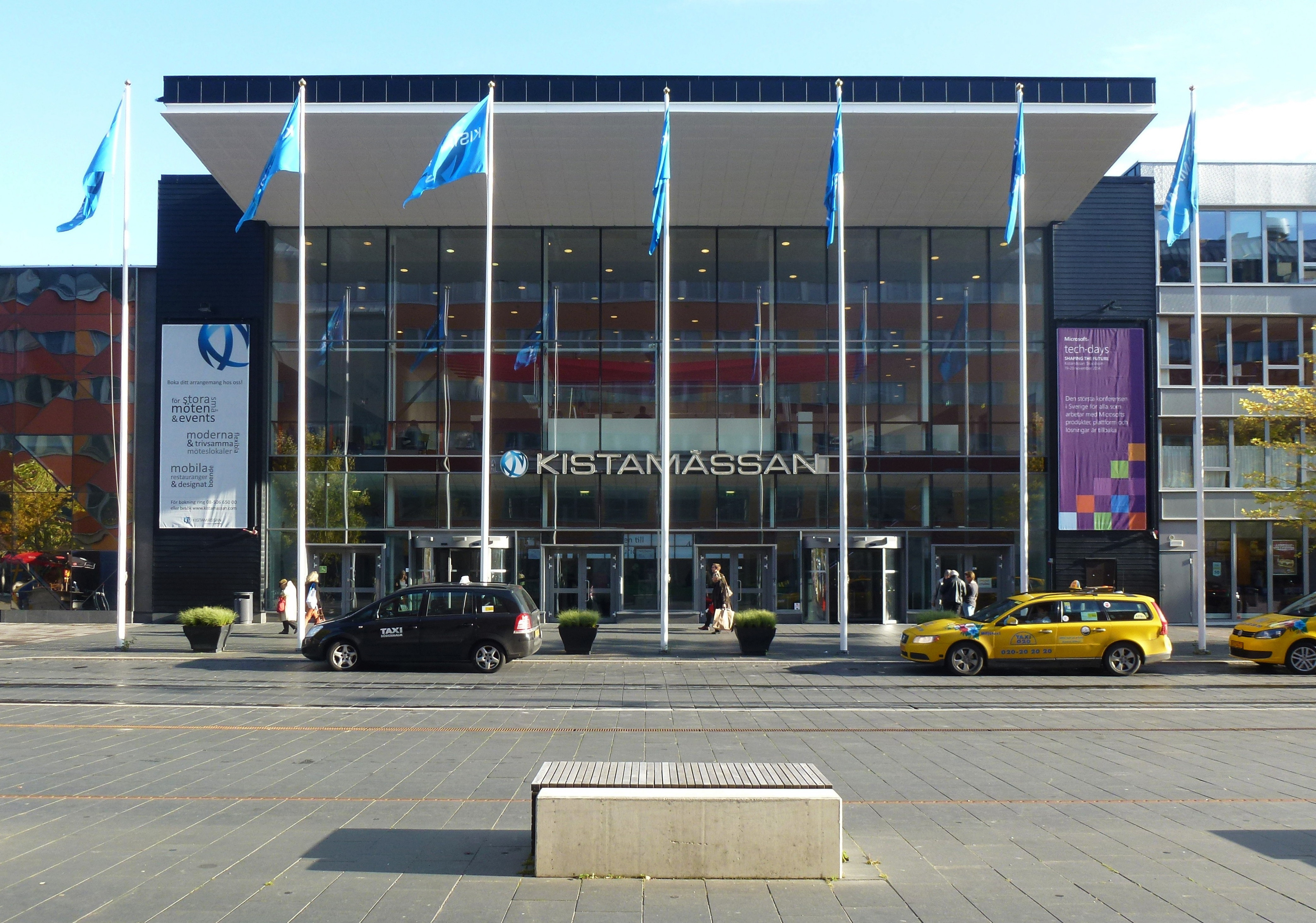
Huvudentrén i oktober 2014.

Kistamässan är en mäss- och evenemangslokal i Kista i Stockholms kommun, nära Helenelunds station. Den invigdes i september 2008 och byggdes ut till år 2011. Intill mässhallen reser sig Victoria Tower, som är ihopbyggt med mässan. 

## Historik

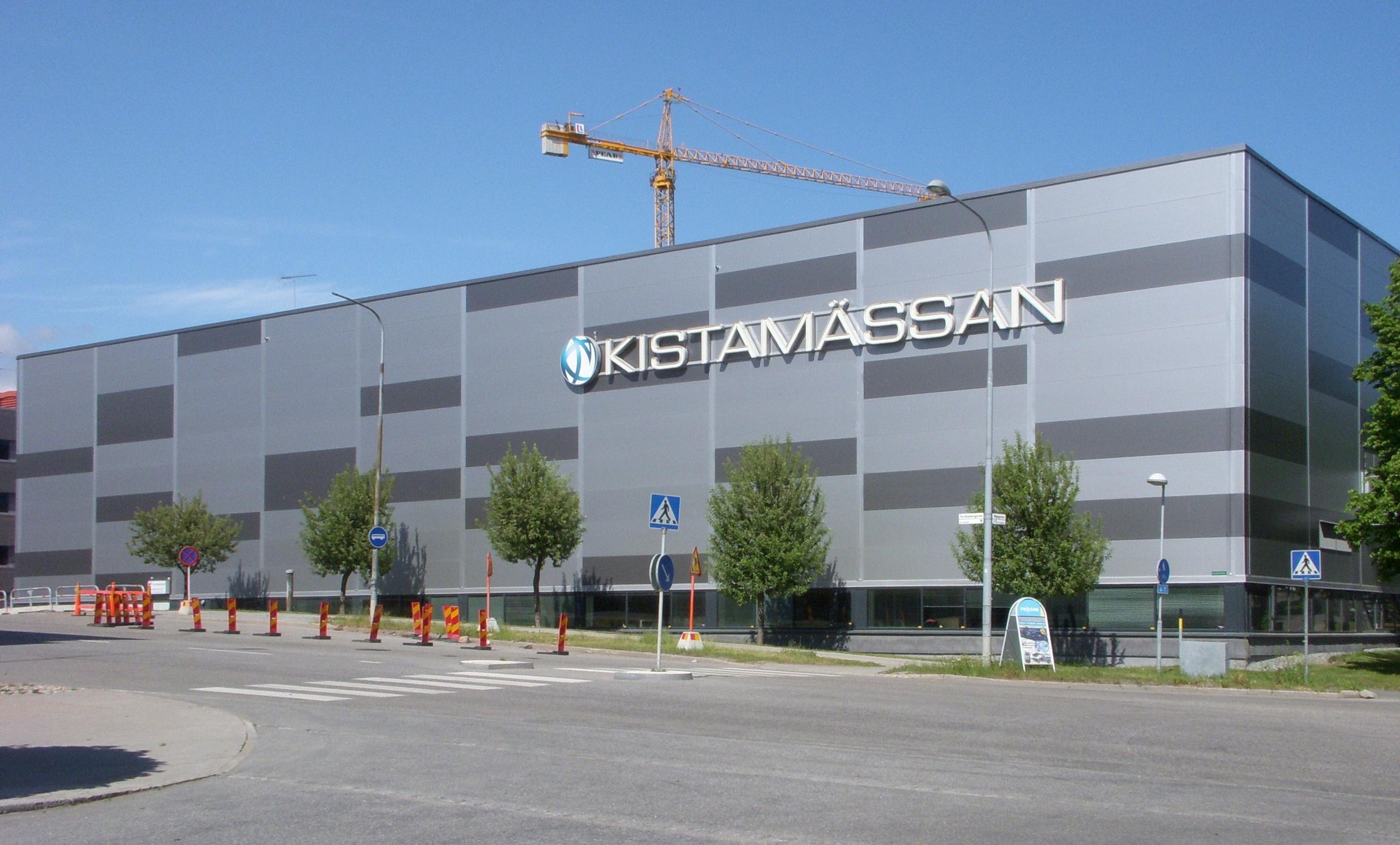
Mässhallen juni 2010.

Kistamässan har sina rötter i Sollentunamässan som öppnade 1973. Efter en kortare stängning år 2003 öppnade Sollentunamässan igen under namnet Sollentuna Expo Center, men stängde för gott år 2008 när Kistamässan kom igång i september samma år. Kistamässan övertog då hela mässportföljen från Sollentuna Expo Center. Kistamässan omfattar för närvarande 15 000 m² totalyta och innehåller två hallar, två kongressalar, en konferensavdelning och tre restauranger. Mässan drivs av Easyfairs Nordic, en del av den internationella mässkoncernen Easyfairs Group. Easyfairs driver även Malmömässan i Malmö och Åbymässan i Göteborg.

## Mässor (urval)
- Antik & Kuriosa, "där alla kan hitta något".
- Rum & Trädgård om uterum och trädgård.
- Caravan Stockholm en husbils- och husvagnsmässa.

## Bilder

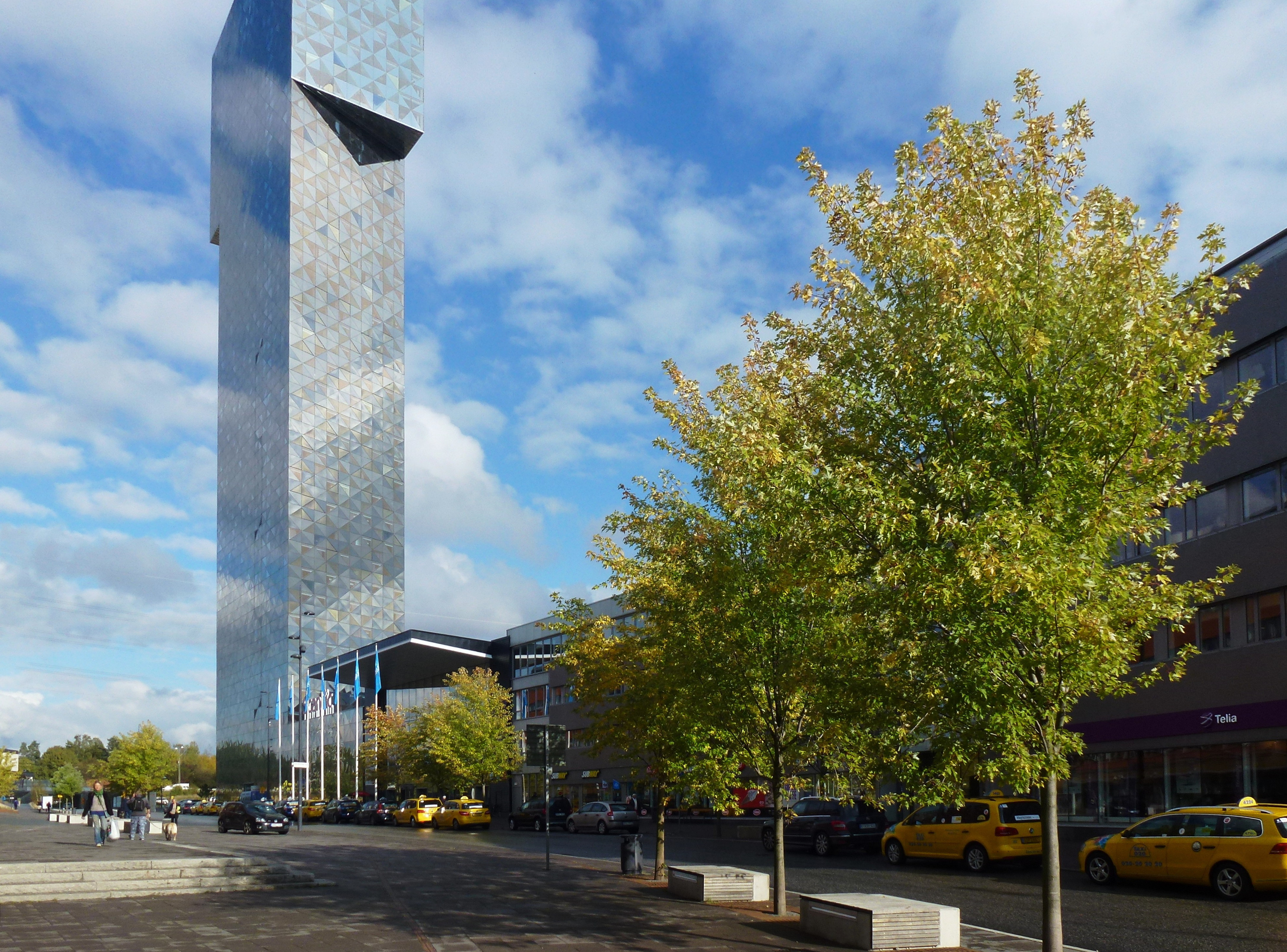
Entrén och Victoria Tower, 2014
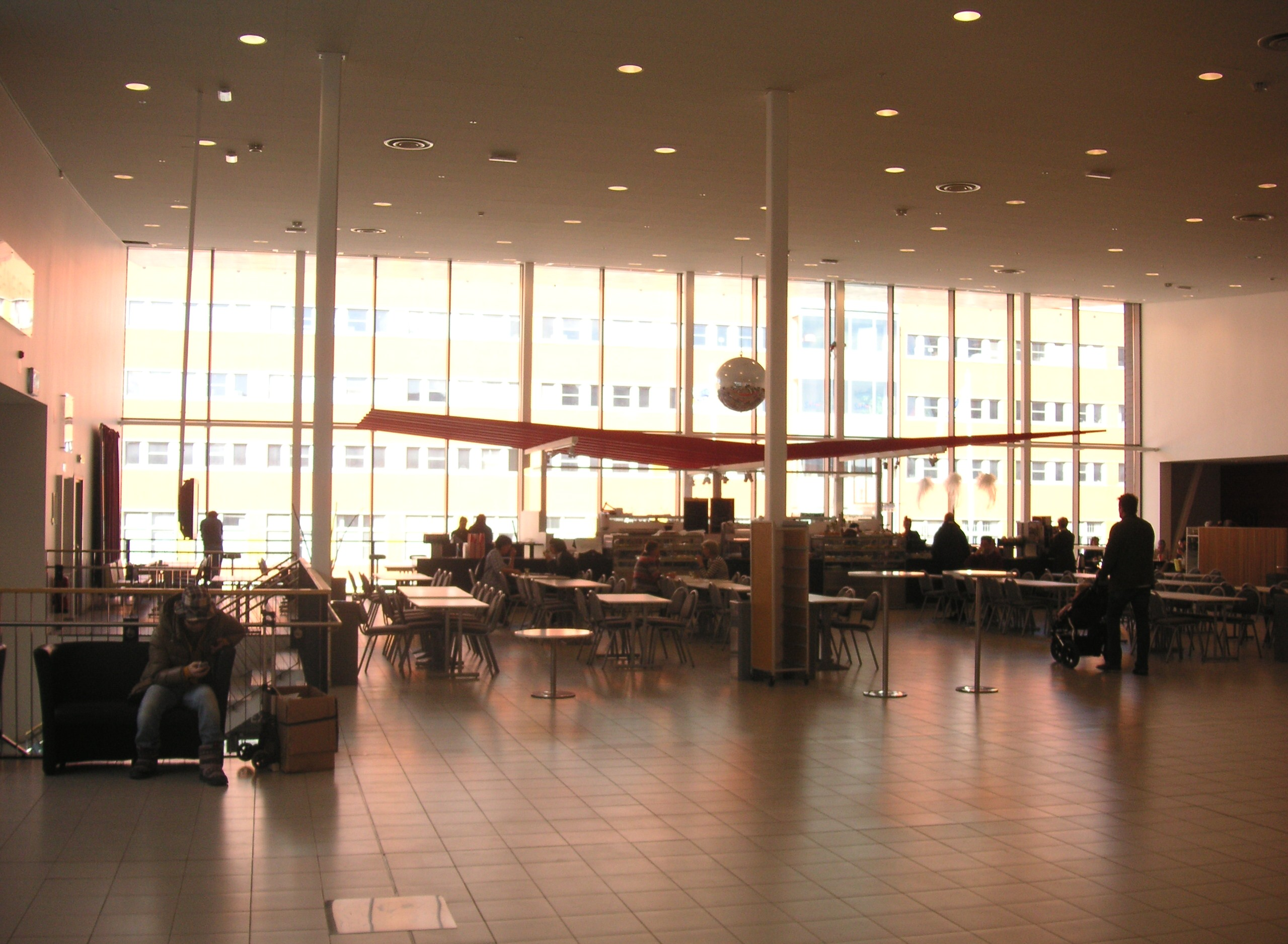
Entréhallen
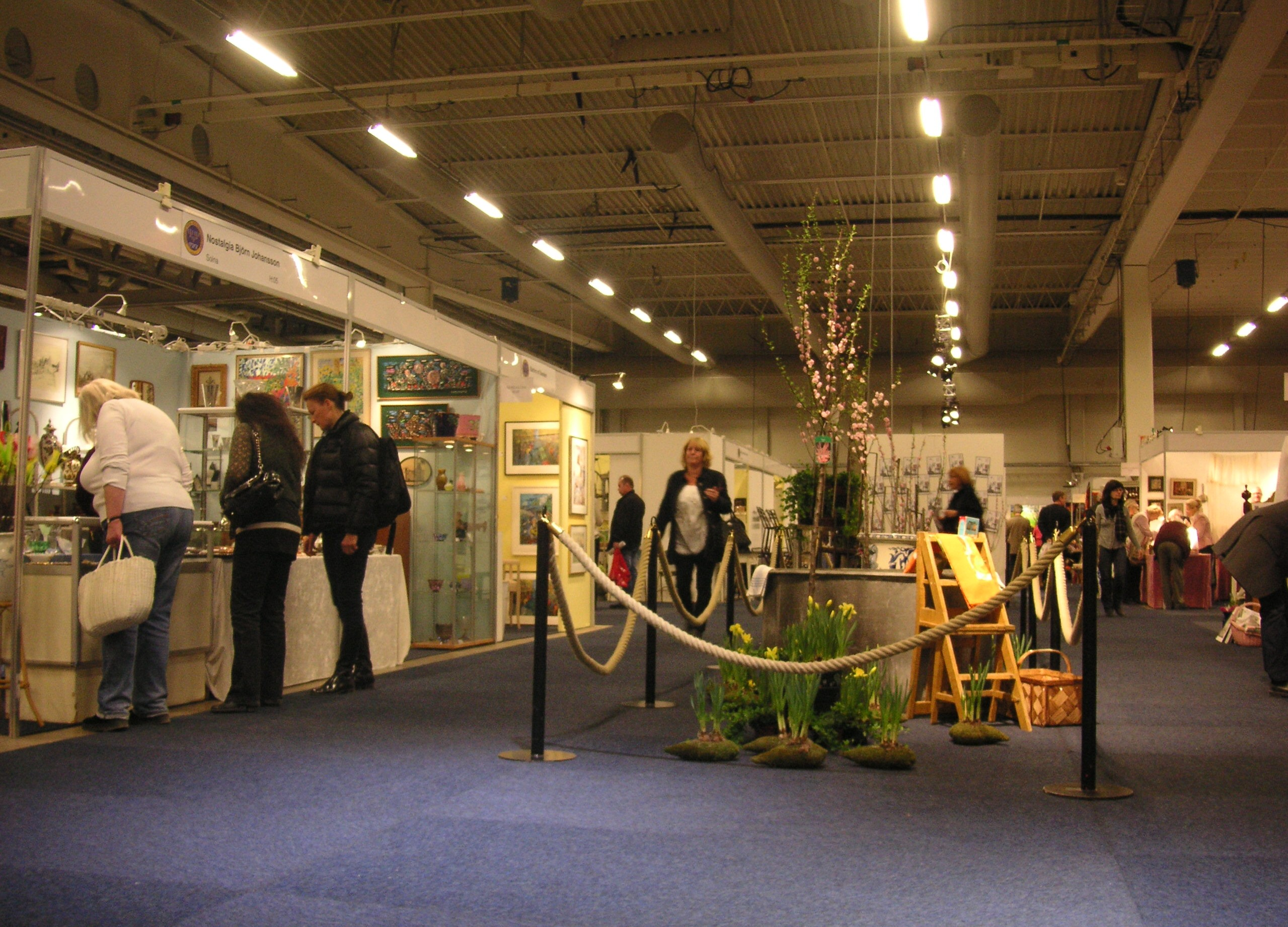
Mässhallen med "Antik & Kuriosa", 2011
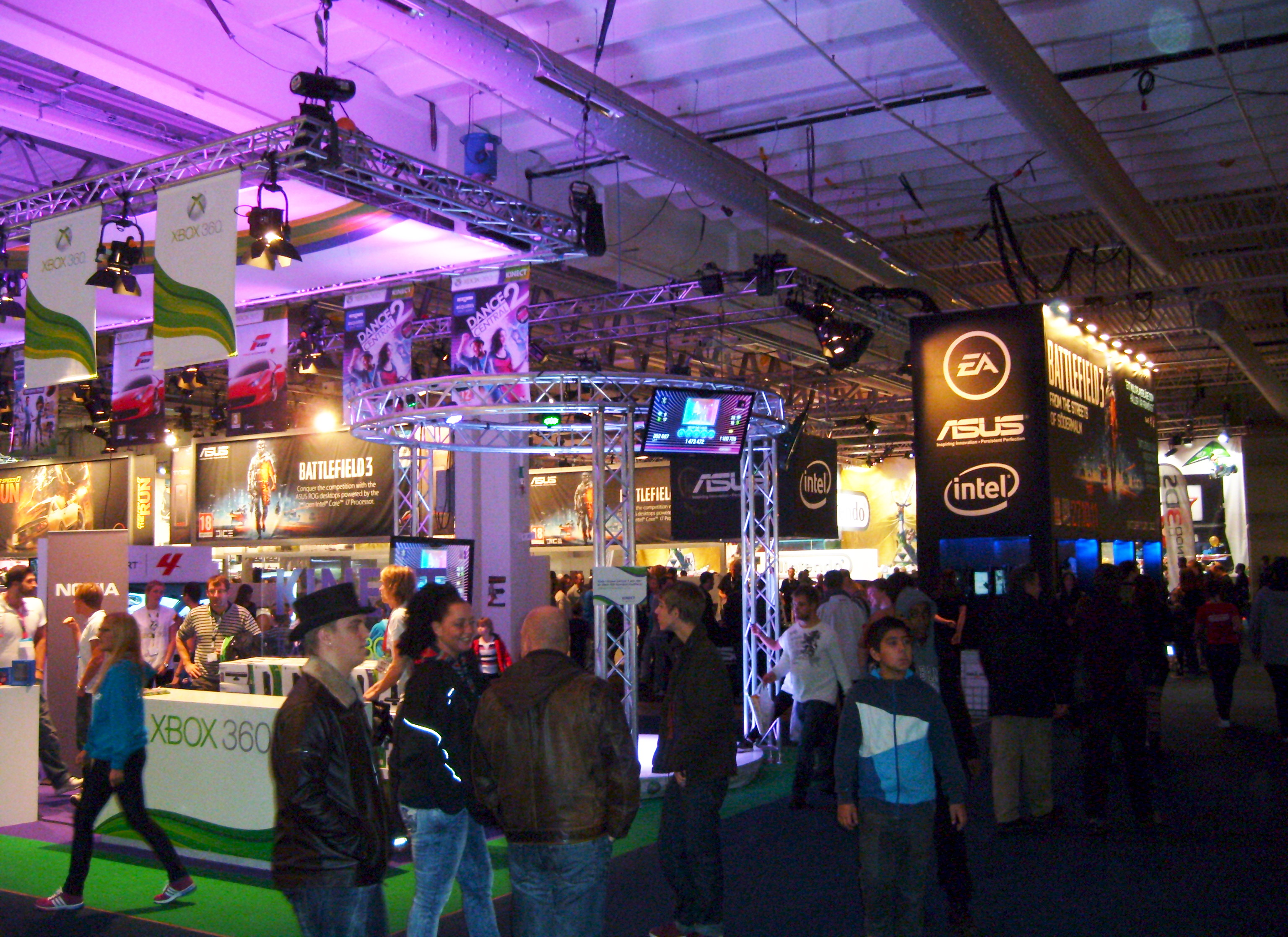
Gamex 2011